# Mathias Robert de Hesseln
Mathias Robert de Hesseln (1er mars 1732 à Vahl-lès-Faulquemont - après 1780 et avant 1789) est un cartographe lorrain puis français du XVIIIe siècle. Il fut censeur royal et géographe de la ville de Paris. Il est connu pour sa proposition en 1780  de découpage de la France par quadrillage dont s'inspireront les révolutionnaires pour la création des départements. 

## Biographie

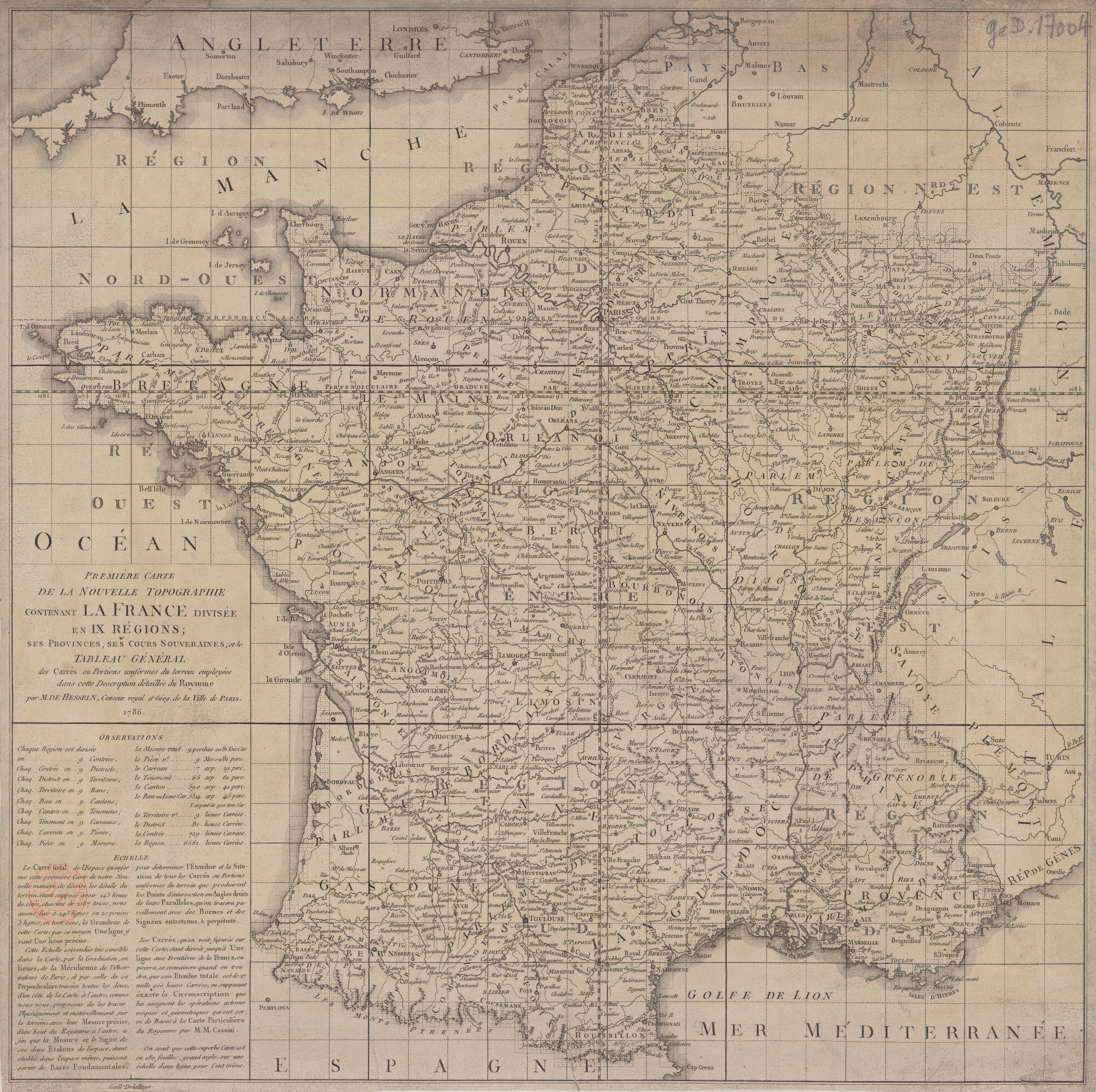
Nouvelle topographie contenant la France divisée en IX régions, ses provinces, ses cours seigneuriales, etc. Tableau général des carrés ou portions uniformes du terrein, employés dans cette description détaillée du royaume.

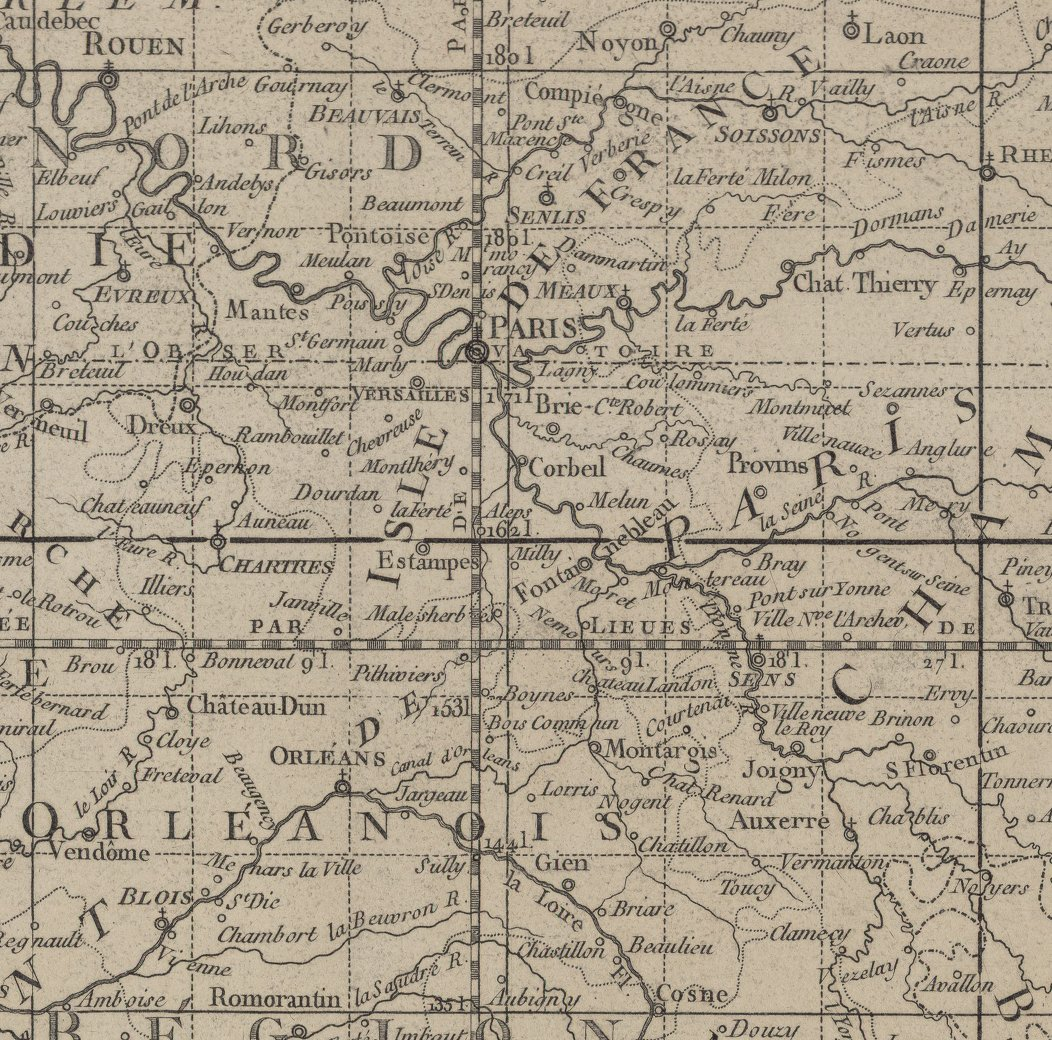
Détail de la carte précédente avec le quadrillage sur Paris et les régions environnantes.

Mathias est le fils du sieur François Adam Robert, et de Marie Girardin. François Adam fut régent d'école successivement, à Vahl-lès-Faulquemont et Chémery de 1730 à 1739, puis à Hestroff.  Le couple aura quatre enfants à Vahl-lès-Faulquemont, dont Mathias, un enfant à Chémery et un dernier enfant à Hestroff. Mathieu, ou Mathias, Robert de Hesseln, naît à Vahl-lès-Faulquemont dans le duché de Lorraine (aujourd'hui en Moselle), le 1er mars 1732, et non le 21 mars 1733. D'abord professeur de langue allemande et inspecteur des élèves de l'École royale militaire de Paris, Mathias Robert est anobli par Louis XV. Il est ensuite nommé censeur royal. Mathias Robert de Hessel a laissé des ouvrages de cartographie et de topographie. En 1780, il propose  un quadrillage topographique de la France, afin de faciliter sa cartographie et sa description, à différentes échelles. Pour ce faire, il quadrille la France en carrés uniformes, s'orientant astronomiquement à partir du méridien de Paris (déjà mesuré par triangulation par Cassini) et sur une base de multiples de neuf. Le royaume se trouve ainsi découpé en 80 carrés plus Paris, de 18 lieues de côté, chaque carré est divisé en neuf districts et chaque district en neuf cantons. Cette proposition irréaliste de redécoupage du royaume fera scandale et sera vite enterrée. Mais elle inspirera quelques années plus tard les révolutionnaires pour les départements français et aussi les cartographes américains. En 1789, le Comité de constitution, présidé par le député normand Jacques-Guillaume Thouret, en reprendra ainsi le principe et l'ordre de grandeur, avec 80 départements de taille à peu près similaire, mais en le fondant sur l'accessibilité : tout citoyen du département devant pouvoir se rendre dans le chef-lieu en moins d'une journée de voyage.

## Publications
- Nouvelle topographie ou description détaillée de la France divisée par carrés uniformes... avec le rapport des mesures locales à la toise du Châtelet de Paris,... par Robert de Hesseln,..., Paris : l'auteur, 1780.
- Dictionnaire universel de la France, contenant la description géographique et historique des provinces, villes... Ensemble l'abrégé de l'histoire de France..., par M. Robert de Hesseln,... 6 volumes, Paris, Desaint, 1771.
- Nouvelle topographie. Premier degré de détail. La France en ses neuf régions... par M. Robert de Hesseln, Paris : [s.n.], 1784.
- Plan figuré des cinq premières Divisions de la Nouvelle Topographie du Royaume de France pour servir à reconnoître les Bans dont les souscripteurs voudroient faire lever les Cartes Particulières, Par M. Robert de Hesseln, Censeur Royal ; Gravé par Guill. De la Haye.

## Sources
- Emile-Auguste Bégin, Histoire par ordre alphabétique de toutes les personnes nées dans ce département, qui se sont fait remarquer par leurs actions, leurs talens, leurs écrits..., 1831
- Vincent Berdoulay, Olivier Soubeyran, Milieu, colonisation et développement durable: perspectives géographiques sur l'aménagement, L'Harmattan, Paris, 2000.
- Nicolas Toussaint Le Moyne des Essarts, Les siècles littéraires  de la France, ou Nouveau  dictionnaire, historique, critique, et bibliographique, de tous les écrivains français, morts et vivans, jusqu'à la fin du XVIIIe. siècle, Paris, Chez l'auteur imprimeur-libraire, 1801.
- Qui est Mathieu ou Mathias Robert de Hesseln ? sur « hestroff.com »(Archive.org • Wikiwix • Archive.is • Google • Que faire ?)
- Registre des naissances de la commune de Vahl-lès-Faulquemont (57380), années 1730 à 1736.